# Otinja
Otinja (makedonska: Отиња) är ett vattendrag i Nordmakedonien.   Det rinner genom kommunen Štip, i den centrala delen av landet, 70 km öster om huvudstaden Skopje.